# 유럽의 나무 도시

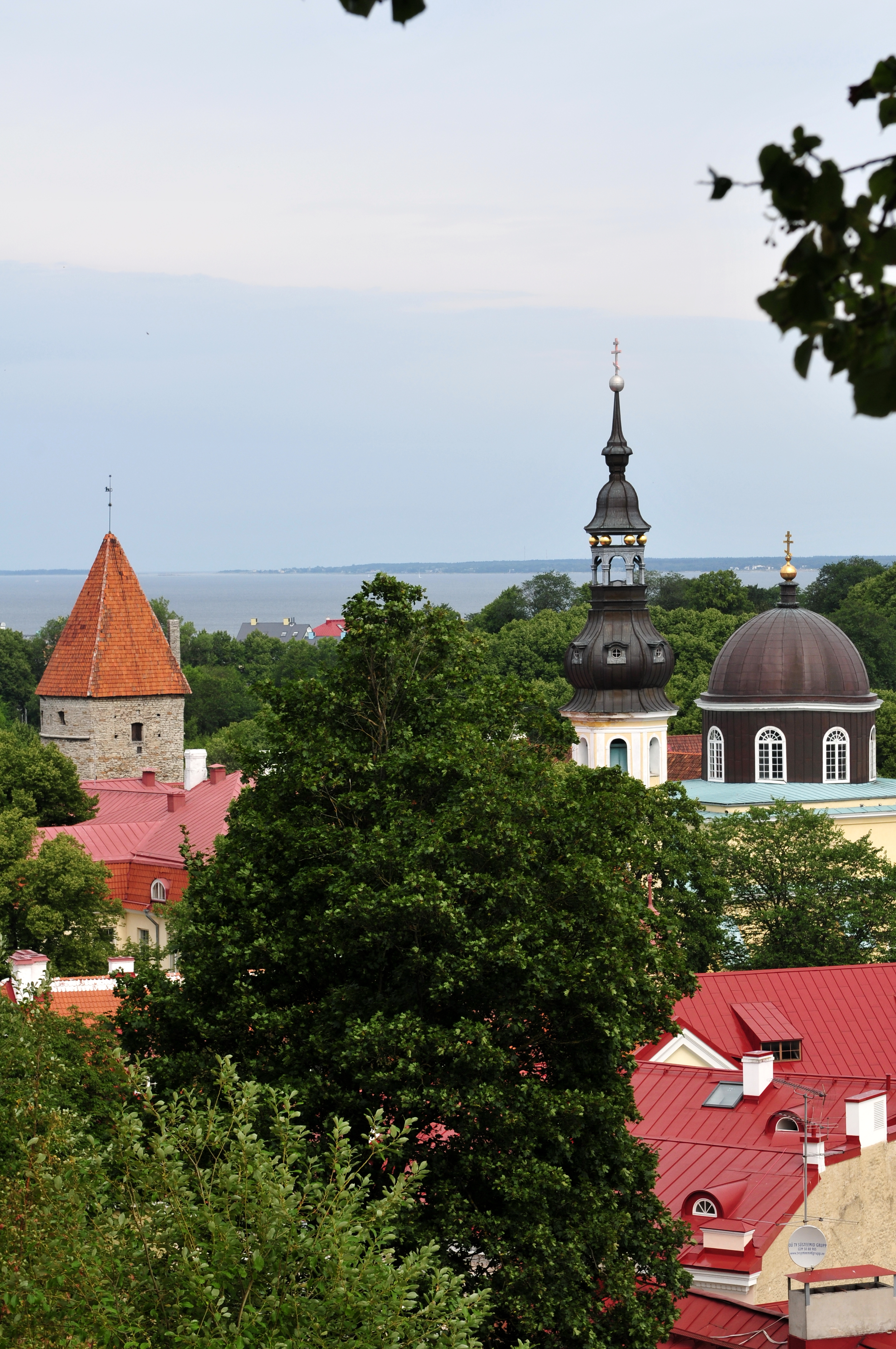
탈린은 2015년에 유럽의 나무 도시로 선정되었다.

유럽의 나무 도시는 유럽 수목재배 협의회에서 수여하는 칭호이자 상이다. 시상식은 도시 지역의 나무 관리에 대한 공로로 시의회가 매년 마을이나 도시에 수여한다.

## 목록
- 2007년 - 스페인 발렌시아
- 2008년 - 이탈리아 토리노
- 2009년 - 스웨덴 말뫼
- 2010년 - 체코 프라하
- 2011년 - 핀란드 투르쿠
- 2012년 - 네덜란드 암스테르담
- 2013년 - 폴란드 크라쿠프
- 2014년 - 독일 프랑크푸르트[3]
- 2015년 - 에스토니아 탈린[2]
- 2016년 - 스위스 빈터투어[4]
- 2017년 - 슬로바키아 - 트르나바[5]

## 같이 보기
- 유럽 올해의 나무